# BB 16100
,,,
Les BB 16100 sont une petite série de quinze locomotives électriques circulant sous courant alternatif monophasé 25 kV/50 Hz de 1991 à 2010.
Elles sont issues de la transformation en 1991-1993 de locomotives de la série BB 16000. Aptes à la réversibilité, elles sont attelées à des rames de dix voitures V2N et desservent la grande banlieue ouest et nord de Paris, atteignant même Rouen et Amiens. Remplacées dans les mêmes attributions par des BB 15000, elles sont radiées entre 2007 et 2010. Elles sont presque identiques au BB 9700, leur principale différence étant l’utilisation du courant. La BB 16113, préservée, est garée à Mohon.

## Genèse de la série

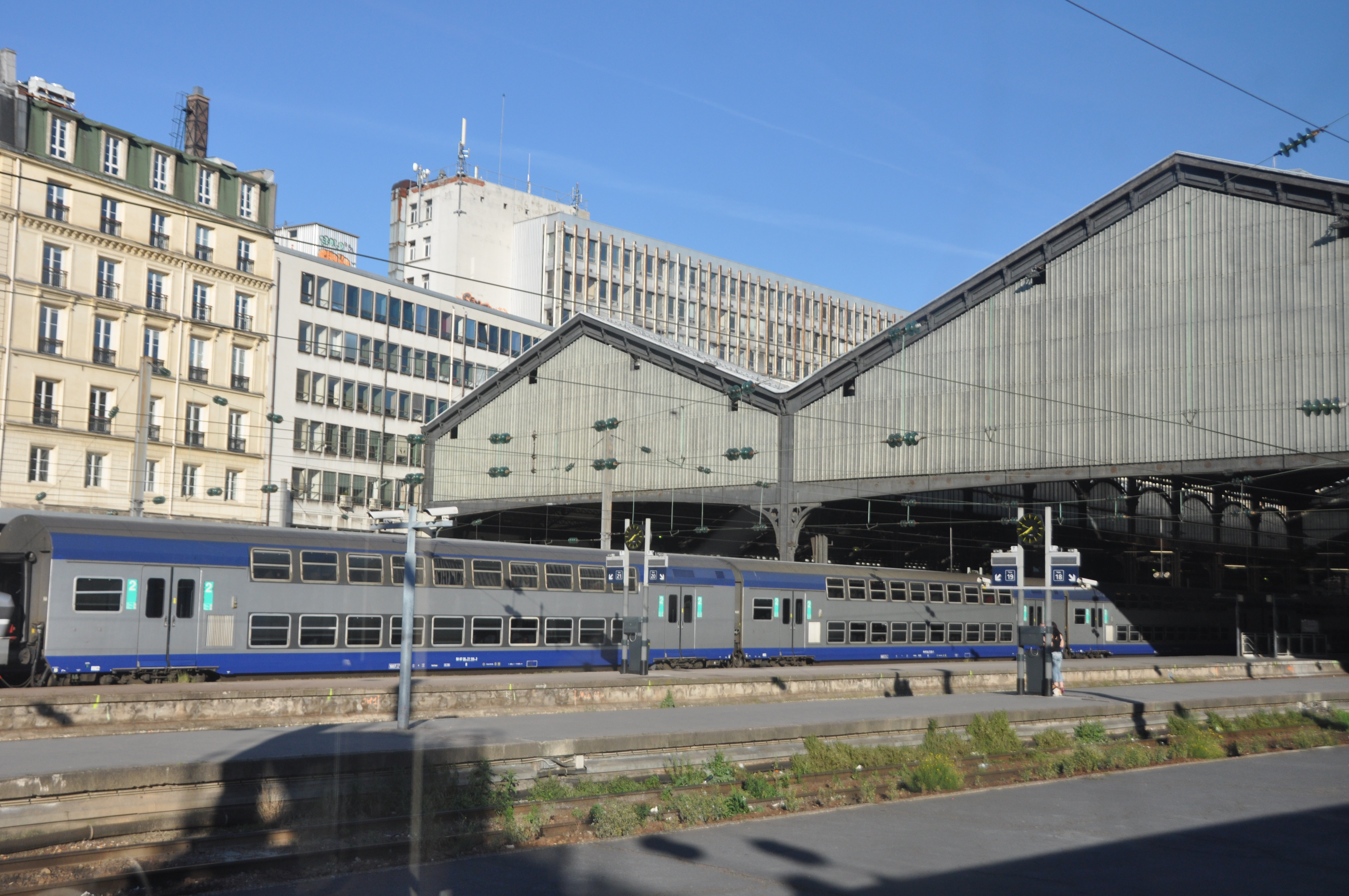
Rame de V2N.

Dans les années 1980, les personnes travaillant à Paris habitent de plus en plus loin de la capitale, ce qui engendre d'importants flux de population quotidiens. Pour répondre à cette demande, la SNCF conçoit des voitures à deux niveaux (V2N) constituant des rames à forte capacité aptes à circuler à 160 km/h. Ces rames réversibles de dix voitures, dont celle d'extrémité possède un poste de conduite, doivent pouvoir être tractées, mais aussi poussées par des locomotives adaptées. Ces locomotives doivent être de deux types, soit à courant alternatif monophasé pour desservir le nord et l'ouest de la capitale, soit à courant continu pour le sud-est.
Ne souhaitant pas investir dans la construction de locomotives neuves pour de si petites séries et tenant compte des disponibilités du matériel existant, la SNCF choisit de modifier quinze BB 16000 dans le premier cas, ce qui aboutit aux BB 16100, et de modifier quatre BB 9200 en BB 9700 pour le second cas.

## Description
Les locomotives retenues pour cette nouvelle série doivent disposer d'une transmission leur permettant de rouler à 180 km/h (même si elles sont limitées en service à 160 km/h) et posséder un dispositif d'antipatinage.
Elles reçoivent en 1991-1992, dans les ateliers SNCF d'Hellemmes, un équipement de multiplexage permettant leur conduite en réversibilité, un automate assurant certaines fonctions de commande et des dispositifs de sécurité comme le contrôle de vitesse par balises. Un nouveau pupitre de conduite type BB 26000 leur est appliqué et les cabines sont renforcées et insonorisées. Des modifications de leur suspension leur confèrent une meilleure stabilité en pousse. Les locomotives retournent en atelier entre 1994 et 1995 pour fiabilisation et mise au point. Leurs principales caractéristiques, et notamment leur puissance continue (4 130 kW) restent identiques à celles des BB 16000.
Elles portent, tout comme les BB 9700, une variante de la livrée « Corail » grise avec une bande orange ceinturant la caisse en partie basse et une bande gris foncé en partie haute, sur le pavillon et en encadrement des feux sur les faces frontales. Elles se distinguent aussi, en outre, par la présence d'une prise sur les faces frontales ; celle-ci est destinée au câble de transmission des informations entre la motrice et la voiture pilote à l'autre extrémité de la rame.

## Carrière et service

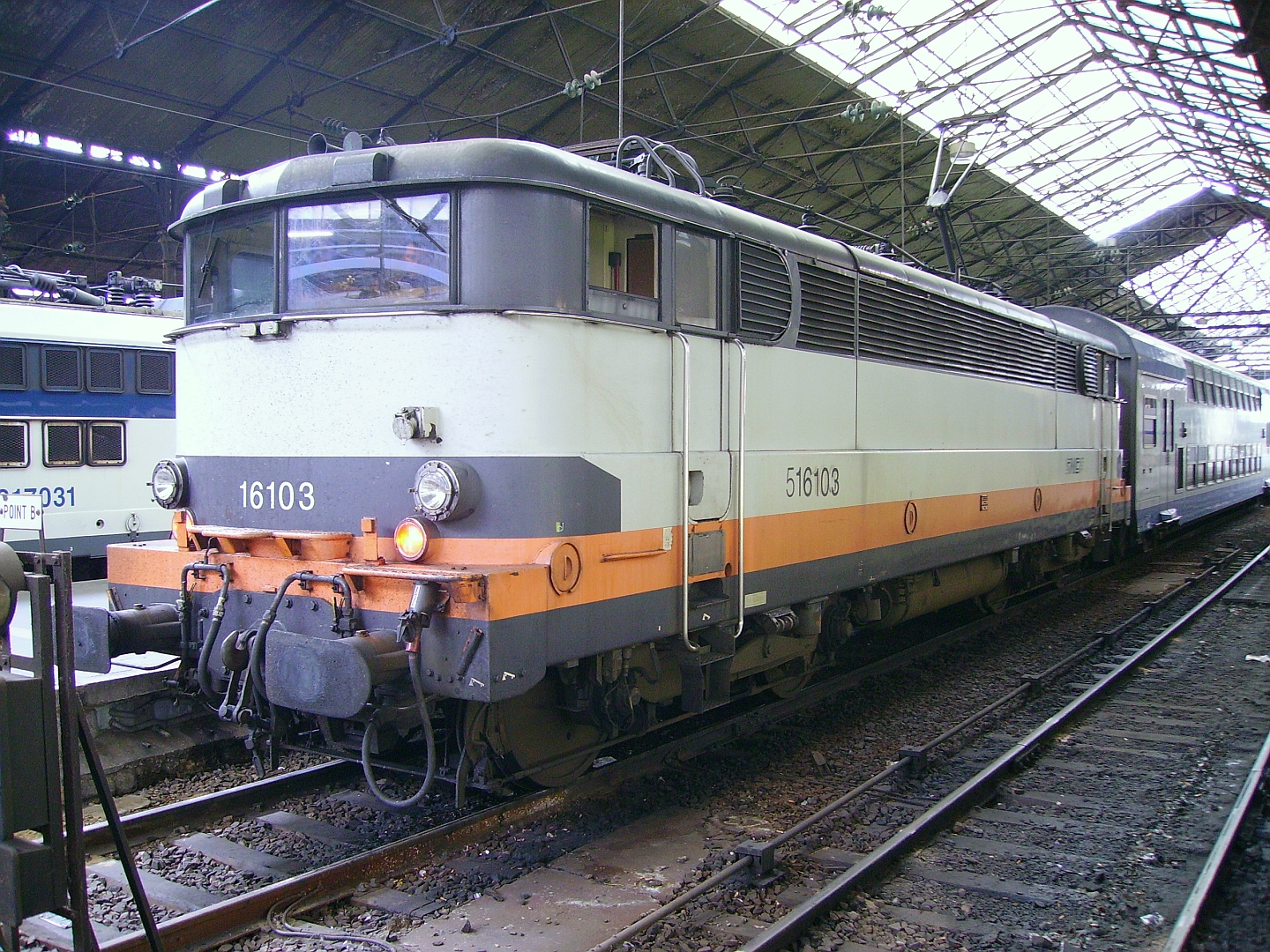
La BB 16103 (gare Saint-Lazare, septembre 2007).

Les locomotives modifiées sont mises en service entre le 4 novembre 1991 (BB 16101) et le 23 décembre 1993 (BB 16115). Les BB 16100 restent affectées au dépôt de Paris-La Chapelle à l'issue de leur transformation, mais sont mutées au dépôt d'Achères en janvier-février 2009, hormis un exemplaire déjà radié à cette date.

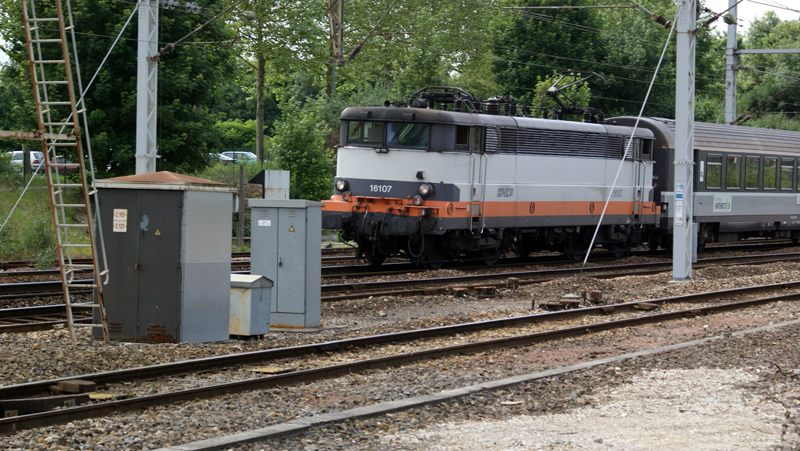
La BB 16107, dernière de la série en service (Longueau, juin 2009).

Attelées à des rames de neuf V2N, les BB 16100 sont chargées du trafic TER sur la grande couronne nord et ouest du bassin parisien sur les lignes Paris - Amiens, Paris - Compiègne - Tergnier - Saint-Quentin et Paris - Rouen ou Paris - Le Havre en fin de semaine.
Les quinze locomotives sont affectées depuis la répartition par activités du 1er janvier 1999 au TER (10 unités pour la région Picardie et 5 unités pour la région Haute-Normandie) et rattachées au dépôt de La Chapelle à Paris ; elles sont alors renumérotées BB 516101 à 516115.
Lors de la mise en service des BB 15000R (R : aptes à la réversibilité) en lieu et place des BB 16100, 8 locomotives de la série sont garées : 16105, 16106, 16108, 16109, 16110, 16112, 16113 et 16115. Pour autant, la fiabilisation des BB 15000 est difficile, et les BB 16100 sont fréquemment amenées à intervenir en secours. Une BB 16100 est radiée en 2007, douze le sont en novembre et décembre 2009. Les deux ultimes machines en service (16107 et 16114) sont quant à elles radiées en mars 2010.

## Machine préservée
La BB 16113 est conservée par le CMCF (Centre de la Mine et du Chemin de Fer) à Oignies (62). La machine était garée la rotonde de Mohon (Charleville-Mézières, dans les Ardennes) 